# استان کوئیلاکولو
استان کوئیلاکولو (به اسپانیایی: Provincia de Quillacollo) یکی از استان‌های بولیوی در بولیوی است که در شهرستان کوچوبامبا واقع شده‌است. استان کوئیلاکولو ۷۲۰ کیلومتر مربع مساحت و ۳۳۶٬۶۱۵ نفر جمعیت دارد.